# Frowila Orseolo

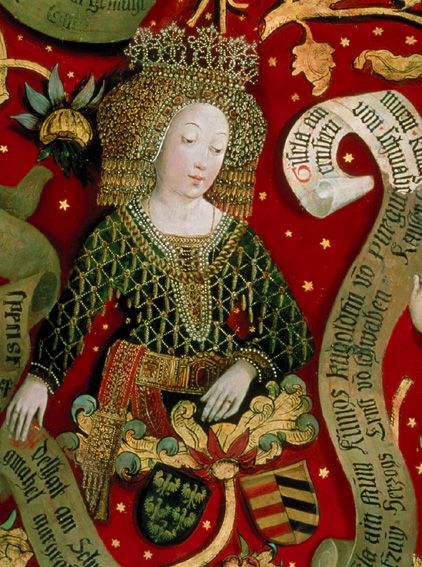

Frowila Orseolo (1015 - 17 lutego 1071) - margrabina austriacka.
Była córką Ottona Orseolo, doży Wenecji, i nieznanej z imienia księżniczki węgierskiej. Krótko przed 1041 poślubiła Adalberta, margrabiego Austrii, zaś po przyjeździe do Austrii przyjęła imię Adelheid. W 1027 para doczekała się syna, Ernesta I. Owdowiała w 1055 roku.
Zmarła w 1071 i została pochowana w opactwie Benedyktynów w Melku.
| 4. Pietro II Orseolo    |  |                       |  |  |                     |
|                         |  | 2. Otton Orseolo      |  |  |                     |
| 5. Maria                |  |                       |  |  |                     |
|                         |  |                       |  |  | 1. Frowilla Orseolo |
| 6. Gejza, władca Węgier |  |                       |  |  |                     |
|                         |  | 3. nieznana z imienia |  |  |                     |
| 7. Sarolta              |  |                       |  |  |                     |
|                         |  |                       |  |  |                     |